# 克拉布特里鎮區 (北卡羅萊納州揚西縣)
克拉布特里鎮區（英語：Crabtree Township）是位於美國北卡羅萊納州揚西縣的一個鎮區。

## 地方資料
克拉布特里鎮區的面積為73.03平方千米，皆為陸地。根據2020年美國人口普查的數據，當地共有人口3762人，而人口密度為每平方千米51.51人。